# Лаундес, Лейл
Лейл Лаундес, Лил Лоундес (англ. Leil Lowndes) — эксперт в области психологии общения, коммуникаций и психологии межличностных взаимоотношений, член Американской Ассоциации сексологов, сексотерапевтов и преподавателей сексологии, президент компании Applause, Ltd. занимающейся консультациями, подготовкой персонала, тренингами по развитию делового и межличностного общения.
Играла как актриса на Бродвее. Была основательницей и директором “Проекта” (The Project), некоммерческой организации со штаб-квартирой в Нью-Йорке, занимавшейся исследованиями психологии межличностных взаимоотношений и консультациями в этой области
В 2008 году Лена Ленина получила премию «Полный абзац» за плагиат в своей книге «Sexual, или Как соблазнить любого мужчину» - из книги Лаундес «Как влюбить в себя любого».

## Книги
- How To Talk to Anybody About Anything: Breaking the Ice With Everyone from Accountants to Zen Buddhists (1993).
- Little Tricks of Big Winners (1995)
- How to Make Anyone Fall in Love with You (1996). Русское издание: Как влюбить в себя любого. Краткий теоретический курс и самое полное практическое руководство по психологии романтической любви. СПб. : Азбука, 1999; М., Добрая книга, 2001
- How to Talk to Anyone: 92 Little Tricks for Big Success in Relationships (1998). Русское издание: Как говорить с кем угодно и о чем угодно. Психология успешного общения. Технологии эффективных коммуникаций. М., Добрая книга, 2000. ISBN 978-5-98124-397-4
- Talking the Winner's Way: 92 Little Tricks for Big Success in Business and Personal Relationships (1999)
- How To Make Anyone Like You: Proven Ways To Become A People Magnet (2000)
- How to Be a People Magnet: Finding Friends--and Lovers--and Keeping Them for Life (2000). Русское издание: Друзья и любимые: Как их найти и удержать. М., Добрая книга, 2000. ISBN 978-5-98124-390-5
- Updating!: How to Date Out of Your League (2004). Русское издание: Как влюбить в себя любого-2. Как завоевать сердце мужчины или женщины, которые прежде вам казались совершенно недоступными. М., Добрая книга, 2004. ISBN 5-98124-018-0
- U.S.S. Undercover Sex Signals: A Pickup Guide For Guys (2006). Русское издание:  С. С. С. (Скрытые сексуальные сигналы). М., Добрая книга, 2001. ISBN 978-5-98124-521-3
- Always in the Kitchen at Parties: Simple Tools for Instant Confidence (2006)
- Goodbye to Shy: 85 Shybusters That Work! (2006) Русское издание: Прощай, застенчивость: 85 способов преодолеть робость и приобрести уверенность в себе. М., Добрая книга, 2007. ISBN 978-5-98124-338-7
- How to Instantly Connect with Anyone: 96 All-New Little Tricks for Big Success in Relationships (2009). Русское издание: Знакомства и связи. Как легко и непринужденно знакомиться с кем угодно. М. Добрая книга, 2015. ISBN 978-5-98124-463-6
- How to Create Chemistry with Anyone: 75 Ways to Spark It Fast -- and Make It Last (2013). Русское издание: Как влюбить в себя любого 3: биохимия любви. М., Добрая книга, 2015.  ISBN 978-5-98124-646-3
- How to Talk to Anyone at Work: 72 Little Tricks for Big Success Communicating on the Job (2018). Русское издание: Как говорить с кем угодно на работе. 72 приема для успешного общения с коллегами, начальниками. М., Добрая книга, 2022. ISBN 978-5-98124-781-1

Е-книги:
- Win Anyone Over: Little Tricks for BIG Results (2010)
- Look Like a Success: Little Tricks for BIG Results

Аудиокниги:
- Conversation Confidence: Secrets to Fearless Conversation
- How to Talk to and Instantly Connect with Anyone
- How To Impress Anyone: 50 All-New Little Tricks for Big Success in Relationships
- Me and My Self-Esteem, It All Comes Down to Self-Esteem
- How to Feel Confident: Simple Tools for Instant Success (2009)
- Be Confident and Charismatic: Little Tricks for BIG Results (2010)
- How to Capture a First-Rate Mate: Attracting Beauty, Brains and Bucks (2006)
- How to Re-Spark and Keep Chemistry in Your Relationship Forever: Make It Last (2013)